# Leptis Magna
Leptis Magna (łac.) – jedne z najlepiej zachowanych ruin starożytnego miasta rzymskiego, usytuowane na libijskim wybrzeżu Morza Śródziemnego (Trypolitania), w sąsiedztwie Al Chums.
Pierwotnie jedna z licznych kolonii fenickich. Wywodził się stamtąd cesarski ród Sewerów. 
W 1982 r. stanowisko archeologiczne Leptis Magna zostało wpisane na listę światowego dziedzictwa UNESCO.
Z powodu politycznej izolacji Libii powierzchnia miasta zbadana została w około 40%.

## Historia
Miasto, założone przez Fenicjan ok. 1000 lat p.n.e., wraz z dwiema pozostałymi koloniami (Oeą i Sabratą, tworzącymi Tripolis, czyli „trójmiasto”), zostało poddane zwierzchnictwu Kartaginy. Herodot nazywał Leptis Magna wschodnim bastionem Kartaginy. Z tamtejszego ruchliwego portu wyruszały karawany w głąb Afryki, skąd przywożono złoto, kość słoniową i czarnych niewolników. Po drugiej wojnie punickiej, w której Rzym pokonał Kartaginę, Leptis pozostała w granicach tego państwa, ale stała się terenem spornym między dawną metropolią a sprzymierzonymi z Rzymem królami numidyjskimi.
W 46 p.n.e., po zwycięstwie Cezara nad pompejańczykami w Afryce, miasto włączono do nowo założonej prowincji Africa Nova, której pierwszym namiestnikiem został historyk Salustiusz. Cesarz August początkowo restytuował na terytorium Africa Nova królestwo Numidii i przekazał je Jubie II w nagrodę za pomoc w wojnie z Antoniuszem, by wkrótce potem znów włączyć je do Rzymu i połączyć z prowincją Africa Vetus w jedną prowincję Africa. Do tego niespokojnego regionu jako główna siła zbrojna została wysłana Legio III Augusta. 
Pod koniec I wieku miasto uzyskało status municypium, a na początku II wieku zostało kolonią pod nazwą Colonia Ulpia Traiana Augusta Fidelis Leptis Magna, co mieszkańcom zapewniło status obywateli rzymskich. 
Z Leptis pochodził cesarz Septymiusz Sewer i po objęciu przez niego władzy (193 n.e.) miasto przeżywało rozkwit, zajmowało największą w swej historii powierzchnię i znane było jako Leptis Magna („Wielka Leptis”). Od końca III wieku następował jego stopniowy upadek, m.in. wskutek pustynnienia okolicznych terenów i przechodzenia ludności osiadłej na koczowniczy tryb życia (świadectwem mniejszy obwód murów z okresu bizantyńskiego niż z okresu Sewerów).

## Zabytki

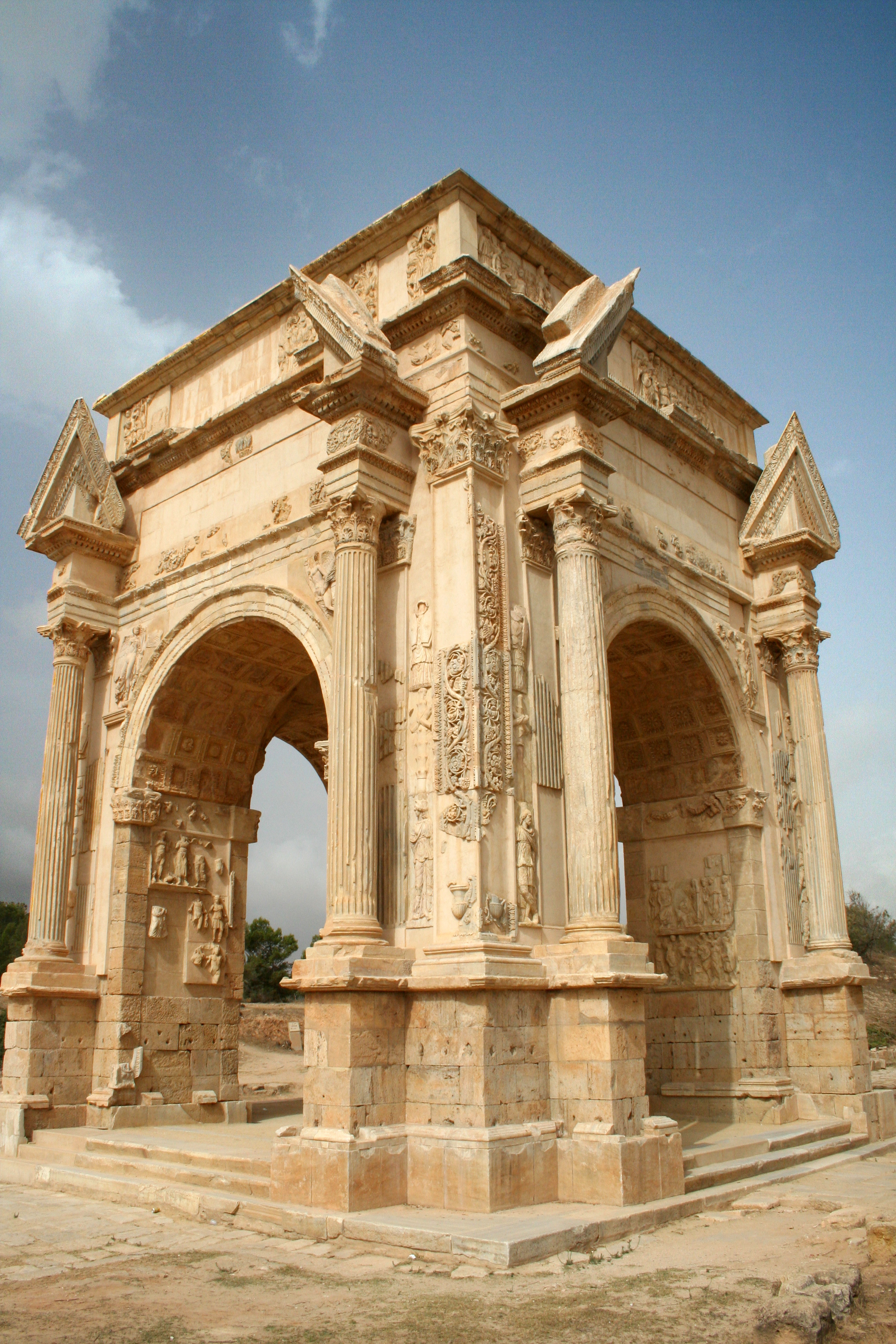
Tetrapylon będący łukiem triumfalnym Septimiusza Sewera

Leptis Magna długo pozostawało zapomniane. Prace wykopaliskowe pierwsi rozpoczęli Włosi w 1920 r., odsłaniając spod 5-metrowej warstwy piasku pierwsze uliczki miasta. Z czasem powierzchnia wykopalisk objęła ok. 2 km². Za najstarszy obiekt odkryty na terenie Leptis uznany jest fragment ceramiki korynckiej z ok. 500 p.n.e., na który natrafiono w jednym z grobów z okresu punickiego, pod poziomem teatru rzymskiego.
Najstarsze zachowane zabytki pochodzą z czasów Augusta, m.in. targowa hala macellum (8 r. p.n.e.), stosunkowo dobrze zachowany teatr (1 r. n.e.)), świątynia Romy i Augusta (14-19 n.e.) oraz nieco późniejsza, poświęcona Liberowi. Wiadomo, że fundatorami szczególnie okazałych budowli byli zromanizowani Afrykanie: Annobal Tapapius Rufus (macellum i teatru) oraz Iddibal Caphada Aemilius (innego budynku handlowego – tzw. chalcidicum). Kolejne obiekty z czasów cesarstwa to: łuk Tyberiusza (35-36), łuk Trajana (109-110) oraz termy Hadriana (126-127), odremontowane i przebudowane przez Kommodusa, z zachowanymi resztkami instalacji hypokaustum. 
Najwspanialsze budowle pochodzą z okresu Sewerów (193-235): łuk Septymiusza Sewera w kształcie tetrapylonu, wzniesiony prawdopodobnie przed spodziewaną wizytą cesarza w 203 n.e., i ulica z obustronnymi portykami (podobna do spotykanych w Syrii), łącząca termy Hadriana z forum Sewerów, z bazyliką Sewerów. Także port w ostatecznym kształcie, tzw. brama zachodnia oraz fragmenty murów obronnych o największym obwodzie (z lat 250-350). 
Z okresu bizantyjskiego pochodzi niewielki kościółek, prawdopodobnie z czasów panowania Justyniana I, oraz resztki murów obronnych z bramą nazwaną bizantyńską. W pobliżu Leptis, na wschód od ruin, znajdują się stosunkowo dobrze zachowane tzw. termy myśliwskie z końca II w. n.e., a także pozostałości cyrku, amfiteatru, cystern oraz zapory, która zwracała bieg Wadi Lebda na zachód, do Wadi Rsef, dla zapobieżenia wylewom w okolicy term Hadriana i forum Sewerów oraz zamulaniu basenu portowego.